# Ludwig Fischer
Dr. Ludwig Fischer (Kaiserslautern, 16 de abril de 1905 - Varsovia, 8 de marzo de 1947) fue un político nazi, abogado, gobernador del distrito de Varsovia y criminal de guerra durante la Segunda Guerra Mundial.

## Trayectoria
Nacido en  Kaiserslautern de familia católica, siendo estudiante se afilió al partido Nazi y a las Sturmabteilung (SA) donde llega al rango de Gruppenführer (Teniente general). En 1937 obtiene escaño en el Reichstag.

## Gobernador en la Polonia ocupada
Luego de la invasión a Polonia en 1939, es designado Gobernador del Distrito de la Varsovia ocupada (cuando la zona ocupada por los nazis no era aun anexada) y se mantuvo en el cargo gracias al apoyo de los altos mandos militares alemanes hasta su rendición en enero de 1945.
El 1 de diciembre de 1939 estableció el distintivo obligatorio para la población judía mayor de 12 años de su jurisdicción, consistente en un brazalete blanco con una Estrella de David azul de 8 cm de diámetro.
Fischer fue directo responsable de varias atrocidades; fue responsable principal de la creación del Gueto de Varsovia el 31 de octubre de 1940, junto con sus leyes antisemitas; cantidad limitada de dinero por familia judía, etc. A su vez participó directamente en la represión del levantamiento del Gueto de Varsovia y de numerosas deportaciones, asesinatos y ejecuciones masivas, reducción a servidumbre y leyes de mano de obra esclava de judíos polacos en los campos de concentración.
Por sus acciones fue condenado a muerte por una corte especial de la resistencia polaca ya que también cometió abusos contra ciudadanos polacos. Fischer a su vez figuró como primero de una lista conocida como Operación Cabezas la cual no fue más que una lista negra de asesinos nazis hecha por la resistencia. Poco antes del alzamiento de Varsovia en 1944, el coche de Fischer fue blanco de un atentado del cual sobrevivió.
Después del levantamiento, Fischer mantuvo un importante papel en la destrucción de la ciudad por tropas nazis y del campo de tránsito de Pruszków, por el cual habían pasado varios polacos expulsados luego del levantamiento.

## Juicio y ejecución
Fischer fue arrestado por las tropas aliadas y entregado a las autoridades polacas. El juicio se celebró en 1946 a cargo del Tribunal Supremo Nacional de Polonia, reconocido por los aliados. El juicio duró desde agosto a septiembre de 1946 y Fischer se mostró tranquilo (al igual que Rudolf Höß) ante los cargos que se le formulaban, aduciendo haber recibido órdenes de sus superiores. Fischer fue condenado a morir en la horca en la prisión de Mokotów, dentro de la ciudad que alguna vez administró. Su ejecución fue filmada al igual que la de Amon Göth.